# Boeing 747SP

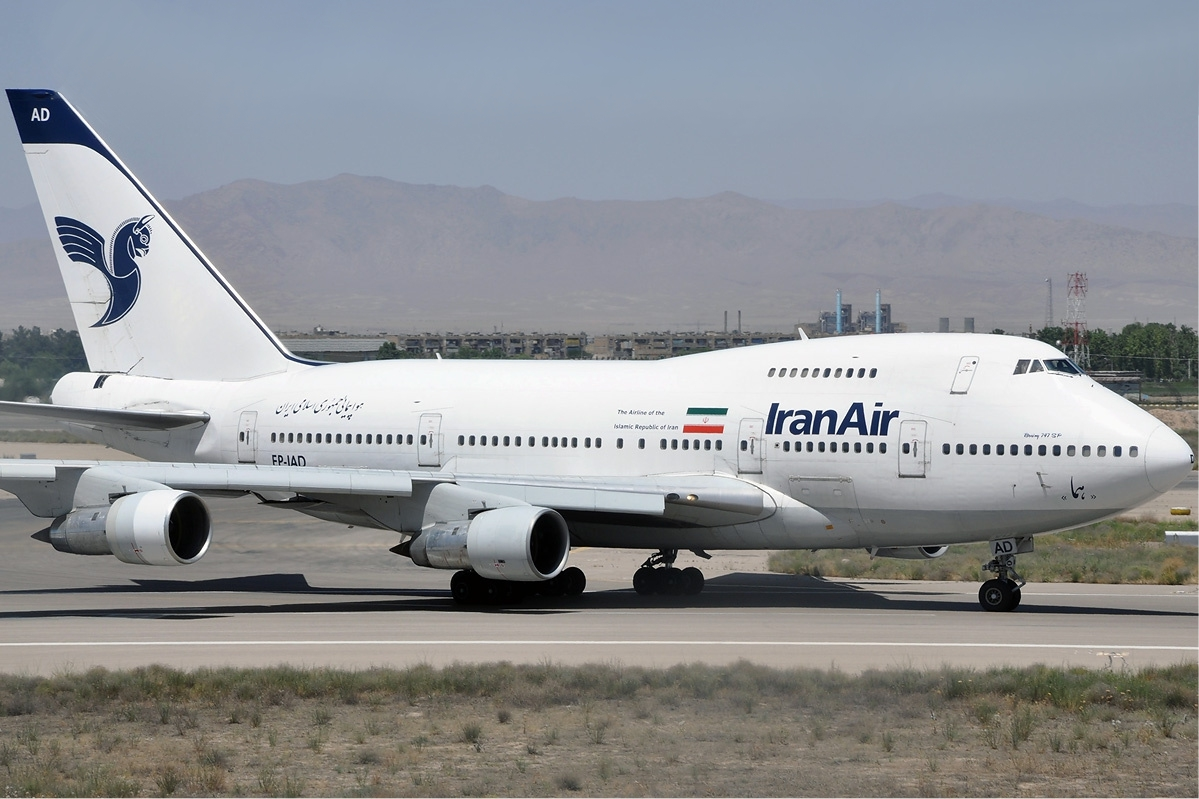
Az Iran Air 2016-ig üzemeltette utasszállítóként a típust

A Boeing 747SP a legendás Boeing 747-es család különleges, ultrahosszú távú repülésekre optimalizált változata, amelyet a „különleges teljesítmény” (special performance) elnevezés tökéletesen jellemez. A 747-100-as alapjaira épült, széles törzsű, négyhajtóműves repülőgép törzsét jelentősen lerövidítették, hogy növeljék hatótávolságát és javítsák gazdaságosságát, miközben megőrizték a típus ikonikus megjelenését és kivételes műszaki jellemzőit. A 747SP a maga korában úttörőnek számított, hiszen képes volt olyan hosszú távú útvonalakon üzemelni, amelyek korábban elérhetetlenek voltak a kereskedelmi légiközlekedés számára.

## Fejlesztés
A Boeing 747SP fejlesztése a Pan Am és az Iran Air légitársaságok kezdeményezésére indult, akik olyan repülőgépet igényeltek, amely képes nagy kapacitással, non-stop repülni a világ leghosszabb útvonalain, például New York és Tokió, illetve Teherán között. A két légitársaság együttműködése inspirálta a Boeing mérnökeit, akik Joe Sutter vezetésével a hatékonyság és a teljesítmény tökéletes egyensúlyára törekedtek. A rövidebb törzs, az egyszerűsített szárnyfelületek és a nagyobb függőleges vezérsík egyedülállóvá tették a típust. A 747SP prototípusa 1975. július 4-én emelkedett először a levegőbe, és 1976. március 5-én, a Pan Am flottájába kerülve állt szolgálatba, új korszakot nyitva a hosszú távú légi utazások történetében. A típus alacsony eladási számai ellenére mérnöki szempontból jelentős hatást gyakorolt a későbbi 747-változatok, például a 747-300 és 747-400 fejlesztésére.[](https://en.m.wikipedia.org/wiki/Boeing_747SP)

## Szolgáltatók
A Boeing összesen 45 darab 747SP-t gyártott 1974 és 1987 között, az utolsó példányt az Egyesült Arab Emírségek kormányának megrendelésére készítették. 2025-re csupán három 747SP maradt aktív szolgálatban, és egyik sem kereskedelmi utasszállítóként üzemel. Az Iran Air, amely korábban a típus legnagyobb üzemeltetője volt, 2016-ban nyugdíjazta utolsó 747SP-jét (EP-IAC). Jelenleg a Pratt & Whitney két gépet (C-FPAW és C-GTFF) használ tesztplatformként, míg a Sands Aviation egy luxus VIP-konfigurációjú gépet (VP-BLK) üzemeltet, amely mindössze 50 ülést kínál. A megmaradt gépek közül többet különleges feladatokra alakítottak át, például a NASA és a Német Űrkutatási Központ (DLR) által 2007 és 2022 között működtetett Stratospheric Observatory for Infrared Astronomy (SOFIA) programhoz, amely egy 2,5 méteres teleszkópot szállított nagy magasságban. A 747SP tartóssága és sokoldalúsága lehetővé tette, hogy évtizedekkel gyártása után is releváns maradjon különleges alkalmazásokban.[](https://simpleflying.com/boeing-747-sp-operators-2024/)

## Rekordok
A Boeing 747SP három lenyűgöző világrekorddal büszkélkedhet, amelyek mindegyike a típus kivételes hatótávolságát és megbízhatóságát demonstrálja, és a repüléstörténet mérföldköveivé váltak.
- Az első rekordot a Pan Am Liberty Bell Express járata állította fel 1976. május 1. és 3. között. A New York-i JFK repülőtérről induló gép Új-Delhin keresztül a tokiói Haneda repülőtérre repült, összesen 46 óra 26 perc alatt megtéve a 37 235 kilométeres távolságot. Ez a teljesítmény a korabeli technológia határait feszegette, és a 747SP képességeit világszerte elismertté tette.
- A második rekordot a Pan Am 50-es számú járata érte el 1977. október 28. és 30. között. A San Franciscóból induló repülőgép London, Fokváros és Auckland érintésével körberepülte a Földet, átszelve az északi és a déli sarkvidéket. Ez a 48 óra 27 perces út a polgári légiközlekedés egyedülálló bravúrja volt, amely a 747SP páratlan hatótávolságát bizonyította.
- A harmadik rekord a United Airlines Friendship One járatához kötődik, amely 1988. január 29. és 31. között Seattle-ből Athénon át Tajvanig repült. A 35 óra 54 perces út során a gép 37 216 kilométert tett meg, tovább erősítve a 747SP hírnevét, mint a hosszú távú repülések úttörője.

## Műszaki adatok
A Boeing 747SP pilótafülkéjében két pilóta és egy fedélzeti mérnök dolgozik, akik precízen irányítják ezt a mérnöki mesterművet. A típus utasbefogadó képessége 276 fő háromosztályos elrendezésben, 331 fő kétosztályos elrendezésben (303 turista és 28 üzleti osztály), vagy akár 400 fő egyosztályos konfigurációban, így rugalmasan alkalmazkodik az üzemeltetők igényeihez.
- Önsúly: 152 780 kg (336 822 lbs)
- Maximális felszállósúly: 317 515 kg (700 000 lbs)
- Hajtóművek: Négy darab Pratt & Whitney JT9D-7R4W (243 kN tolóerő) vagy Rolls-Royce RB211-524C2 (251 kN tolóerő) turbóventilátoros sugárhajtómű, amelyek kiemelkedő teljesítményt és megbízhatóságot nyújtanak hosszú távú repülések során.
- Maximális sebesség: 0,92 Mach (1095 km/h, 591 csomó), amely a típus gyorsaságát és hatékonyságát tükrözi.
- Utazósebesség: 0,88 Mach (990 km/h, 535 csomó), ideális az üzemanyag-takarékos, hosszú távú repülésekhez.
- Csúcsmagasság: 13 750 m (45 100 ft), amely lehetővé teszi a kedvezőbb időjárási viszonyok kihasználását és a turbulencia elkerülését.
- Hatótávolság: 10 800 km (5830 NMI) háromosztályos elrendezéssel, amely a 747SP-t a korabeli utasszállítók élvonalába helyezte.

## Események és balesetek
A Boeing 747SP működése során több jelentős incidens történt, amelyek a típus robusztusságát és a személyzet kivételes felkészültségét egyaránt kiemelik.
- 1985. február 19-én a China Airlines 006-os járata a tajvani Csang Kaj-sek repülőtérről Los Angelesbe tartott, amikor a jobb külső (4. számú) hajtómű meghibásodott. A sebesség csökkenésével a gép jobbra dőlt, majd dugóhúzóba esett, és 9600 métert zuhant a Csendes-óceán felett. A személyzet heroikus erőfeszítésekkel, 2900 méteres magasságban stabilizálta a gépet, és kényszerleszállást hajtott végre San Franciscóban. Az incidensben ketten súlyosan, 24-en pedig könnyebben sérültek meg, de a 747SP szerkezeti ellenállóképessége kulcsfontosságú volt a katasztrófa elkerülésében.
- 1998. október 5-én a Dél-afrikai Légitársaság egyik 747SP-je, amelyet a LAM Mozambique Airlines bérelt (ZS-SPF), röviddel a felszállás után hajtóműhibát szenvedett. A jobb belső (3. számú) hajtómű meghibásodása során kirepülő törmelék megrongálta a szomszédos jobb külső (4. számú) hajtóművet és a szárnyat, tűz keletkezett. A személyzet gyorsan reagált, visszafordította a gépet a Maputo Nemzetközi Repülőtérre, ahol biztonságosan landoltak, és senki sem sérült meg. Az incidens a személyzet profizmusát és a gép megbízhatóságát igazolta.[](https://en.wikipedia.org/wiki/Boeing_747_hull_losses)
- 2020. augusztus 27-én a Sands Aviation egyik 747SP-je (VQ-BMS) hurrikán okozta károk miatt megsérült a louisianai Chennault Nemzetközi Repülőtéren, miközben tárolták. A jobb szárny csúcsa egy acélgerendának ütközött, és leszakadt, ami a gépet gazdaságosan javíthatatlanná tette. Ez az eset a típus tárolási kihívásait is kiemelte.[](https://en.wikipedia.org/wiki/Boeing_747_hull_losses)